# Parafia Niepokalanego Poczęcia Najświętszej Maryi Panny w Gdańsku
Parafia Niepokalanego Poczęcia Najświętszej Maryi Panny – rzymskokatolicka parafia położona przy ulicy Łąkowej 34a w Gdańsku. Parafia należy do dekanatu Gdańsk-Śródmieście, który należy z kolei do archidiecezji gdańskiej.

## Historia parafii

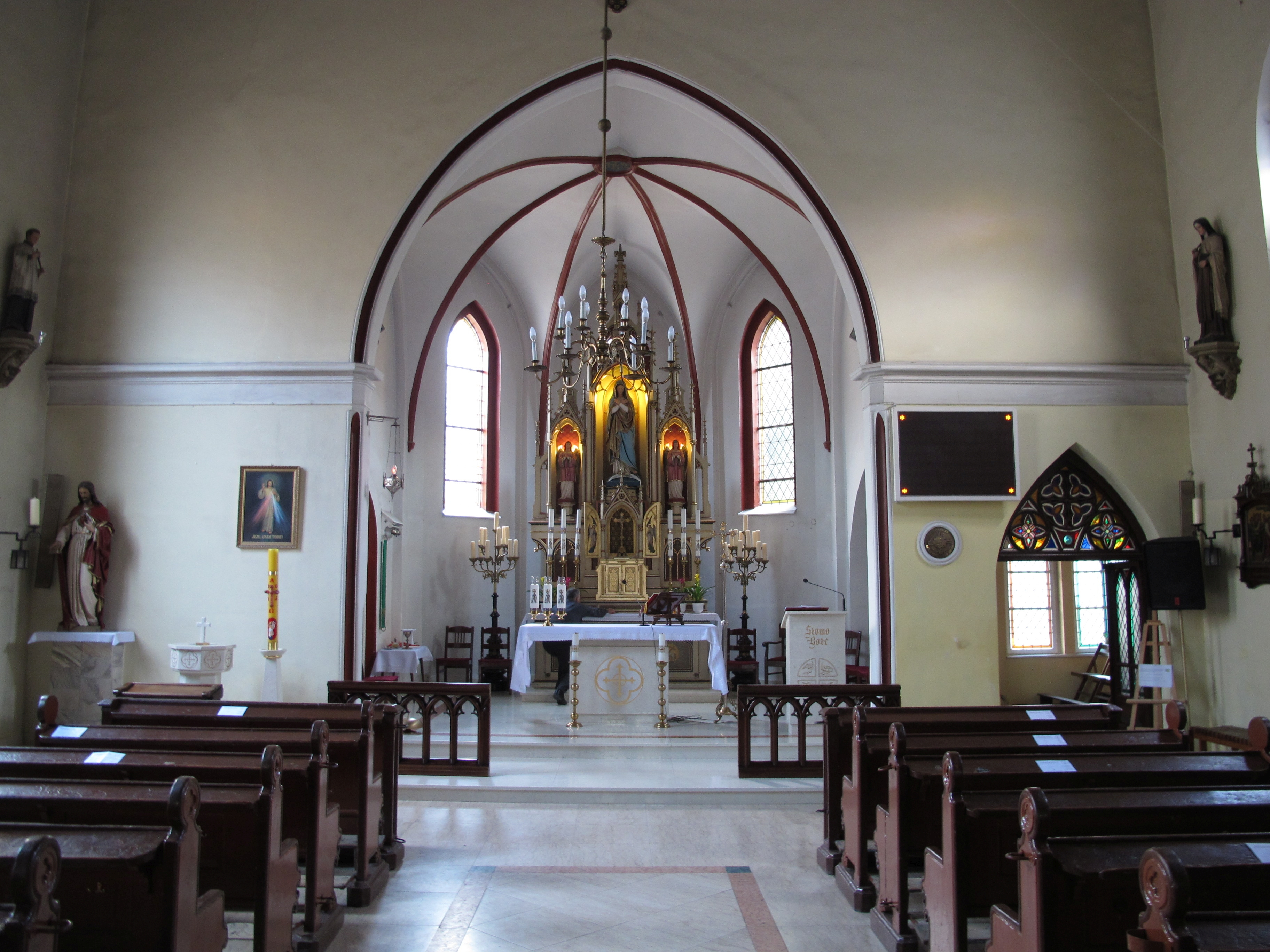
Wnętrze kościoła

Parafia została erygowana w 1949 roku. Budynek neogotyckiego kościoła powstał jako kaplica założonego w 1853 roku katolickiego szpitala. Po II wojnie światowej stan budynku kościoła znacząco pogarszał się i wymagał remontu. Ponadto brakowało pomieszczeń dla prowadzenia działalności biura parafialnego i katechetycznej. W latach 1976–1978 miała miejsce rozbudowa i prace remontowe.

## Proboszczowie
- ks. kanonik Szymon Żółtowski ( 1949 – 1975)[3]
- ks. infułat Stanisław Bogdanowicz (1975 – 1979)[3]
- ks. kanonik Bogdan Napierała (1979 – 1997)[3]
- Ks. kanonik Wojciech Michalak (1997 –2013)[3]
- ks. Piotr Dobek (2013– )[3]